# Trimeresurus mcgregori
Trimeresurus mcgregori е вид отровна змия от семейство Отровници (Viperidae). Видът е недостатъчно проучен.

## Разпространение
Тази змия е ендемична за Филипините. Среща се на остров Батан.